# スープ飯
スープ飯は、ご飯にスープをかけた料理。名称は味の素による。

## 概要
本料理以前からクッパをはじめとしてスープにご飯をかける料理自体は存在していたが、それをひとくくりにする言葉は存在していなかった。2009年に味の素の子会社、クノール食品の商品「クノール ふんわりたまごスープ」のリニューアルにともない、「スープ飯」をキーワードに促販活動を展開した。クックパッドと連携し、スープ飯のコンテストを開くなど展開した結果、商品の売り上げも伸びたという。